# Sinim
Sinim  (von Sin (hebräisch סִין), bzw. Sinim (hebräisch: סִינִים, Einwohner von Sin)) ist ein im Tanach genanntes fremdes Land. Für die Zuordnung des Namens zu einem Volk gibt es unterschiedliche Deutungen.

## Bibelstelle
Im Buch des Propheten Jesaja Kapitel 49 wird von der Rückkehr des Messias gesprochen. Und von überall kommen die Menschen, denn der Herr hat sein Volk getröstet. In Jesaja 49,12 heißt dies dann (Lutherübersetzung): „Siehe, diese werden von ferne kommen, und siehe, jene vom Norden und diese vom Meer und jene vom Lande Sinim.“ . Vom Lande Sinim, einem fern gelegenen Land, werden demnach Leute zurückgebracht werden, wenn Gott in zukünftigen Tagen Israel segnen wird.
Einzelne Übersetzungen übersetzten diese Stelle als „Land von Sinim“, andere als „Land der Siniter“. Die Elberfelder Übersetzung schreibt „aus dem Land Sewenim“. Hier werden bereits zwei Deutungen mitgeliefert, einmal Sewenim sei eine jüdische Kolonie bei Syene (Assuan) im südlichen Ägypten und dann, Sinim sei ein bisher unbekanntes Land, vielleicht China.

## Deutungen für „Land von Sinim“

### China
Eine häufig anzutreffende Deutung für „Sinim“ ist Chinesen. Das hängt damit zusammen, dass Sina eine Bezeichnung für China ist. Bereits im Altgriechischen wird China als Sina benannt, und auch heute noch sind die Begriffe gleichbedeutend. Zudem sollen viele Juden während oder als Folge der Gefangenschaft von Babylon nach Osten gezogen sein. Viele von ihnen kehrten aus Indien nach Israel zurück, als dieser Staat wieder gegründet wurde. Aber sie könnten noch viel weiter nach Osten gezogen sein.
Kritiker bezweifeln, dass es zur Zeit als dieser Teil des Jesaja-Buches entstand (babylonisches Exil im 6. Jahrhundert v. Chr.) bereits den Begriff China/Sina gegeben habe, da das heutige China kein einheitliches Staatsgebilde war, sondern aus vielen kleineren Regionen und politischen Territorien bestand. Der Name „Sina“ sei erst mit der Qin-Dynastie (221–207 v. Chr., Qin gesprochen in etwa „Tschin“) aufgekommen.

### Persien
Die Septuaginta liest hier „Land der Perser“.

### Assuan
Bei dieser Deutung wird „Sinim“ auf Syene (das heutige Assuan) an der Südgrenze von Ägypten zurückgeführt. Diese Ansicht wird durch die Große Jesajarolle 1QJesa von Qumran gestützt, die abweichend vom masoretischen Text (סִינִים sînîm) an dieser Stelle סוניים swnjjm liest.

### Australien
Hier wird gedeutet, Sinim sei ein alter semitisch/phönizischer Name für Australien, das den seefahrenden Nationen bekannt gewesen sei. Die lateinische Vulgata (4. Jahrhundert) übersetzt diese Stelle mit „australi“. Das bedeutet allerdings nicht Australien, sondern „südlich“.